# Microplana
Microplana és un gènere de planària terrestre. Normalment es troben properes a arbres caducifolis o rius.

## Taxonomia
- Microplana aixandrei Vila-Farré, Mateos, Sluys & Romero, 2008
- Microplana gadesensis Vila-Farré, Mateos, Sluys & Romero, 2008
- Microplana grazalemica Vila-Farré, Mateos, Sluys & Romero, 2008
- Microplana groga Jones, Webster, Littlewood & McDonald, 2008
- Microplana humicola Vejdovsky, 1889
- Microplana hyalina Vila-Farré & Sluys, 2011
- Microplana kwiskea Jones, Webster, Littlewood & McDonald, 2008
- Microplana monacensis (Heinzel, 1929)
- Microplana nana Mateos, Giribet & Carranza, 1998
- Microplana plurioculata Sluys, Mateos & Álvarez-Presas, 2016
- Microplana polyopsis Sluys, Álvarez-Presas & Mateos, 2016
- Microplana robusta Vila-Farré & Sluys, 2011
- Microplana scharffi (Graff, 1896)
- Microplana termitophaga Jones, Darlington & Newson, 1990
- Microplana terrestris (Müller, 1774)